# Malacopteron palawanense
A Malacopteron palawanense a madarak osztályának verébalakúak (Passeriformes) rendjébe és a Pellorneidae családjába tartozó faj.

## Rendszerezése
A fajt Johann Büttikofer svájci zoológus írta le 1895-ben.

## Előfordulása
Délkelet-Ázsiában, a Fülöp-szigetekhez tartozó Palawan és a Balabac szigetén honos. A természetes élőhelye a szubtrópusi vagy trópusi síkvidéki esőerdők. Állandó, nem vonuló faj.

## Megjelenése
Testhossza 17-18 centiméter, testtömege 28-37 gramm.

## Életmódja
Feltehetően kisebb gerinctelenekkel és növényi anyagokkal táplálkozik.